# Podul Ampsin-Neuville
Podul Ampsin-Neuville  (în franceză Pont d’Ampsin-Neuville) sau Podul Ampsin (în franceză Pont d’Ampsin) este un pod rutier pe grinzi care face legătura între Ampsin, un sector al comunei Amay, și Neuville-sous-Huy, un sat din componența sectorului Tihange al orașului valon Huy din Belgia. Podul traversează fluviul Meuse la km 81+665 și este traversat de drumul național N684.

## Istoric
Lucrările de construcție a podului au fost executate de asocierea de firme S.B.B.M. (Société belge des bétons/Belgische Betonmaatschappij) și Galère S.A., și au fost finalizate în 1978.
Pe 28 septembrie 2020, cu o finanțare de 192.000 € fără TVA din partea SOFICO–Societatea Valonă pentru Finanțare Complementară a Infrastructurii, au început lucrări de refacere a îmbrăcăminții rutiere de pe pod și rampele lui de acces, pe o lungime de aproximativ 400 de metri. Pe toată durata reabilitării, circulația auto s-a desfășurat pe o singură bandă pe sens și cu limitarea vitezei maxime la 50 km/h. Lucrările au fost executate cu sprijinul SPW Mobilité et Infrastructures, administratorul infrastructurii din Regiunea Valonă, și s-au încheiat pe 12 octombrie 2020. În cadrul reabilitării, pe benzile de staționare de urgență ale podului au fost amenajate piste de biciclete de 3 metri lățime fiecare, conform unui proiect din iulie 2015.

## Descriere
Podul Ampsin-Neuville este un pod pe grinzi cu pile în formă de V și cu patru deschideri, din care două peste Meuse și una peste strada Quai de Lorraine ( N617b ). Podul este situat la circa 1,5 km în amonte de ecluza Ampsin-Neuville, iar lungimea sa totală este de 267 m.
După natura materialului folosit, podul Ampsin-Neuville este unul mixt, oțel–beton armat. Grosimea tablierului variază între 1,78 și 2,50 m, iar partea carosabilă este prevăzută cu două benzi de circulație în ambele sensuri și două benzi de staționare de urgență, care au fost convertite în piste de biciclete.
Podul Ampsin-Neuville este întreținut în comun de SPW Direction générale opérationnelle de la Mobilité et des Voies hydrauliques și de SPW Mobilité et Infrastructures, diviziile pentru căi navigabile, respectiv mobilitate și infrastructură ale Service Public de Wallonie, administrația Regiunii Valone.